# Oniscus asellus
Oniscus asellus, conhecido pelo nome comum de bicho-de-conta, é a espécie de isópode mais comum e de maiores dimensões com distribuição natural no oeste e centro da Europa. Os espécimes adultos crescem até aos 16 mm de comprimento e aos 6 mm de largura.

## Distribuição
Oniscus asellus é a espécie de bicho-de-conta com distribuição natural mais alargada no continente europeu, tanto do ponto de vista geográfico como ecológico. Não ocorre na Bacia Mediterrânica, mas é abundante no norte e oeste da Europa, estendendo-se para nordeste até à Ucrânia. Está presente nos arquipélagos macaronésicos dos Açores e Madeira e foi introduzido em vastas regiões das América do Norte e do Sul.

## Ecologia
A espécie Oniscus asellus corre numa vasta gama de habitats, incluindo alguns extremamente pobres em cálcio biodisponível. Ocorre com maior frequência sob pedras e madeira em decomposição. É o único bicho-de-conta que ocorre em turfeiras, onde se instala em torno de madeira em decomposição, incluindo postes e vedações.